# Kurpezova Gorica
Kurpezova Gorica is een plaats in de gemeente Krašić in de Kroatische provincie Zagreb. De plaats telt 9 inwoners (2001).